# Ranking Mundial Feminino de Estrada da UCI
O Ranking Mundial Feminino de Estrada da UCI (oficialmente em inglês: UCI Women's Road World Rankings) reúne as principais corridas femininas de ciclismo de estrada baixo a organização da União Ciclista Internacional. O calendário consiste em ao redor de 70 concorrências organizadas nos cinco continentes (categorias .1, .2 e CC), bem como as corridas do UCI World Tour Feminino (máxima categoria feminina do ciclismo em estrada a nível mundial) e os Campeonatos Mundiais de Ciclismo.

## Categorias
Desde o ano 1998 até 2015 a Copa do Mundo de Ciclismo Feminina foi uma competição feminina de ciclismo em estrada criada pela UCI com o fim de premiar à ciclista em estrada que ao longo do ano obtivesse os melhores resultados nas provas de um dia mais importantes, à imitação da antiga Copa do Mundo de Ciclismo masculina. No entanto, dentro da reestruturação empreendida pela UCI para o 2016, decidiu-se criar uma categoria que albergasse às melhores equipas do mundo que teriam a participação garantida se assim o quisessem nas melhores corridas do calendário, agrupadas a sua vez numa nova competição denominada UCI World Tour Feminino.
A sua vez, o calendário UCI World Tour Feminino (corridas de maior categoria) estão por fora do Calendário UCI Feminino onde se destacam as corridas de categoria .1 (corridas por etapas e de um dia) e as corridas de categoria .2 (as de menor categoria).
As corrida por etapas e as corridas de um dia (ou clássicas) classificam-se em várias categorias. A seguinte classificação mostram-se as categorias ordenado por hierarquia, em relação com a sua importância:
- Corridas do UCI World Tour Feminino (WWT), desde 2016.
- Campeonatos Mundiais de Ciclismo (CDM).
- Corridas de primeira classe, que se dividem em duas categorias:
  - Categoria 1.1 (corrida de um dia).
  - Categoria 2.1 (corrida por etapas).
- Corridas de segunda categoria, que se dividem em duas categorias:
  - Categoria 1.2 (corrida de um dia).
  - Categoria 2.2 (corrida por etapas).
- Campeonatos continentais (CC) e Nacionais (CN).

## Corridas
Nestas corridas podem participar praticamente todas as equipas. As únicas limitações situam-se em que as equipas amadoras não podem participar nas corridas do UCI World Tour Feminino (as de maior categoria) e as equipas mistas só podem participar nas corridas .2 (as de menor categoria).
Nos Campeonatos Continentais (CC) também podem pontuar todo o tipo de equipas e corredoras desse continente; e dependendo a legislação da sua federação continental também podem participar, sem poder pontuar, corredoras fora desse continente.

## Equipas
Nestas corridas podem participar praticamente todas as equipas. As únicas limitações situam-se em que as equipas amadoras não podem participar nas corridas do UCI World Tour Feminino (as de maior categoria) e as equipas mistas só podem participar nas corridas .2 (as de menor categoria).
O UCI Team Feminino (nome oficial: UCI Women's Team) é o termo utilizado pela União Ciclista Internacional (UCI) para denominar a uma equipa ciclista feminina da máxima categoria do ciclismo em estrada a nível mundial.
As equipas devem estar compostos por entre 5 e 8 ou 4 e 6 corredoras para as corridas por etapas e entre 4 e 6 corredoras para as corridas de um dia. Por isso varia a diferença no número de convites obrigatórios segundo o tipo de corrida.

## Palmarés
| Ano  | Individual           | Equipas                   | Países        |
| ---- | -------------------- | ------------------------- | ------------- |
| 1999 | Hanka Kupfernagel    | Saturn Women              | Alemanha      |
| 2000 | Diana Žiliūtė        | Acca Due Ou-Lorena        | Itália        |
| 2001 | Anna Millward        | Saturn Women              | Alemanha      |
| 2002 | Susanne Ljungskog    | Saturn Women              | Alemanha      |
| 2003 | Susanne Ljungskog    | Bik-Power Plate           | Alemanha      |
| 2004 | Judith Arndt         | Nürnberger Versicherungen | Alemanha      |
| 2005 | Oenone Wood          | Nürnberger Versicherungen | Alemanha      |
| 2006 | Nicole Cooke         | Univega Pro Cycling Team  | Alemanha      |
| 2007 | Marianne Vos         | T-Mobile Women            | Alemanha      |
| 2008 | Marianne Vos         | Team Columbia Women       | Alemanha      |
| 2009 | Marianne Vos         | Cervélo TestTeam Women    | Países Baixos |
| 2010 | Marianne Vos         | Cervélo TestTeam Women    | Países Baixos |
| 2011 | Marianne Vos         | Nederland Bloeit          | Países Baixos |
| 2012 | Marianne Vos         | Stichting Rabo Women      | Países Baixos |
| 2013 | Emma Johansson       | Orica-AIS                 | Países Baixos |
| 2014 | Marianne Vos         | Rabo Liv Women            | Países Baixos |
| 2015 | Anna van der Breggen | Rabo Liv Women            | Países Baixos |
| 2016 | Megan Guarnier       | Boels Dolmans             | Países Baixos |
| 2017 | Annemiek van Vleuten | Boels Dolmans             | Países Baixos |
| 2018 | Annemiek van Vleuten | Boels Dolmans             | Países Baixos |
| 2019 | Lorena Wiebes        | Boels Dolmans             | Países Baixos |
| 2020 | Anna van der Breggen | Trek-Segafredo Women      | Países Baixos |
| 2021 | Annemiek van Vleuten | SD Worx                   | Países Baixos |
| 2022 | Annemiek van Vleuten | SD Worx                   | Países Baixos |

## Palmarés por países
| País           | Vitórias |
| -------------- | -------- |
| Países Baixos  | 12       |
| Suécia         | 3        |
| Austrália      | 2        |
| Alemanha       | 2        |
| Reino Unido    | 1        |
| Lituânia       | 1        |
| Estados Unidos | 1        |

## Barómetro de pontuação
A seguinte tabela resume as novas classificações para as corridas femininas, como se marcam pontos para eles e como se escalam os pontos. 
Classificação para carreiras de um dia e etapas
| Pos.  | WWT | Classe 1 | Classe 2 |
| ----- | --- | -------- | -------- |
| 1     | 200 | 125      | 40       |
| 2     | 150 | 85       | 30       |
| 3     | 125 | 70       | 25       |
| 4     | 100 | 60       | 20       |
| 5     | 85  | 50       | 15       |
| 6     | 70  | 40       | 10       |
| 7     | 60  | 35       | 5        |
| 8     | 50  | 30       | 3        |
| 9     | 40  | 25       | 3        |
| 10    | 35  | 20       | 3        |
| 11    | 30  | 15       |          |
| 12    | 25  | 10       |          |
| 13    | 20  | 5        |          |
| 14    | 15  | 5        |          |
| 15    | 10  | 5        |          |
| 16-25 | 5   | 3        |          |
| 26-30 | 5   |          |          |
| 31-40 | 3   |          |          |

Nas voltas por etapas, os pontos para os primeiros postos da cada etapa, repartem-se do seguinte modo:
| Pos. | WWT | UCI ProSeries | Classe 1 | Classe 2 |
| ---- | --- | ------------- | -------- | -------- |
| 1    | 50  | 25            | 16       | 8        |
| 2    | 40  | 20            | 12       | 5        |
| 3    | 30  | 15            | 8        | 3        |
| 4    | 25  | 12            | 6        | 1        |
| 5    | 20  | 10            | 5        |          |
| 6    | 18  | 8             | 4        |          |
| 7    | 15  | 6             | 3        |          |
| 8    | 10  | 4             | 2        |          |
| 9    | 8   |               |          |          |
| 10   | 6   |               |          |          |

Nas voltas por etapas, os pontos para as líderes da classificação geral da cada etapa, repartem-se do seguinte modo:
| Pos. | WWT | UCI ProSeries | Classe 1 | Classe 2 |
| ---- | --- | ------------- | -------- | -------- |
| 1    | 8   | 5             | 3        | 1        |

Ao finalizar a cada prova, os pontos para as líderes da classificação geral do UCI WorldTour Feminino, repartem-se do seguinte modo:
| Pos. | WWT |
| ---- | --- |
| 1    | 6   |

### Por equipas
Estas classificações são a soma das 4 melhores corredoras da cada equipa ou país na cada carreira. Nesta classificação podem aparecer países se a corredora tem obtido os pontos correndo com sua selecção e não com sua equipa comercial.
A pontuação adjudicada nas provas contrarrelógioes por equipas é a multiplicação por 4 que adjudicar-se-ia em caso que a prova fosse individual. Isto é, segundo o barómetro individual as corredoras da primeira equipa obtêm 35 pontos mas neste caso a equipa obtém 140 (4 vezes mais).

### Por países
Ao invés que com o UCI World Tour masculino e ao igual que com a antiga Copa do Mundo feminina não há classificação por países. Para os países a classificação de referência é o Ranking Feminino que tem em conta todas as corridas do calendário internacional.
Fonte: Modificações dos Regulamentos UCI a partir de 01.01.2019